# Frères de sang (film, 2002)
Pour les articles homonymes, voir Frère de sang (homonymie).
Frères de sang ou Les Bons Gars (Whacked!) est un film américain réalisé par James Bruce, sorti en 2002.

## Synopsis
Tony et Mark ont été éduqués ensemble dans une famille de mafieux, mais aujourd'hui, s'ils ont le même métier, celui de tueur, l'un est au service de la CIA, l'autre de la mafia... ils vont se croiser après longtemps...

## Fiche technique
- Titre original : Whacked!
- Réalisation : James Bruce
- Scénaristes : Matthew Goodman, Paul Sampson, Jake West
- Musique : David Alan Earnest
- Montage : Jason A. Payne, Tiffany Wallach, Will Wuorinen
- Photo : Dan Heigh
- Casting : Akua Campanella
- Décors : Vincent DeFelice
- Directeur artistique : Mike Cassell
- Décor plateau : Polly Cassell
- Création costumes : Katie Mau, Lexi Nikitas
- Coordinateur cascades : Johnny Martin
- Société de production : Modern Digital
- Société de distribution : THINKFilm
- Durée : 91 min
- Pays :  États-Unis
- Langue : anglais
- Couleur
- Aspect Ratio : 1.85 : 1
- Son : Dolby Digital
- Classification : USA : R (violence)

## Distribution
- Patrick Muldoon : Mark Steward
- Paul Sampson : Tony Cicero
- Carmen Electra : Laura
- Judge Reinhold : Peter Klein
- Linden Ashby : Bolen
- Robert Miano : Lucky Salvatore
- Bree Turner : Amanda
- Ron Valera : Slim
- Michael Papajohn : Shannon
- Justine Miceli : Mrs. Stewart